# Dichaea ciliolata
Dichaea ciliolata är en orkidéart som beskrevs av Robert Allen Rolfe. Dichaea ciliolata ingår i släktet Dichaea och familjen orkidéer. Inga underarter finns listade i Catalogue of Life.